# Жозефіна Баденська
Жозефіна Баденська (нім. Josephine von Baden), повне ім'я Жозефіна Фредеріка Луїза Баденська (нім. Josephine Friederike Louise von Baden; 21 жовтня 1813 — 19 червня 1900) — баденська принцеса з династії Церінгенів, донька великого герцога Баденського Карла та принцеси Франції Стефанії де Богарне, дружина князя Гогенцоллерна-Зігмаринена Карла Антона, матір короля Румунії Кароля I та королеви Португалії Стефанії.

## Біографія
Жозефіна народилась 21 жовтня 1813 року у Мангаймі, за два дні після закінчення Битви народів. Вона була третьою дитиною та другою донькою в родині великого герцога Баденського Карла та його дружини Стефанії де Богарне. Новонароджена отримала ім'я на честь імператриці Жозефіни, яка стала її хресною матір'ю. Дівчинка мала старшу сестру Луїзу Амелію. Старшого ж брата, який загадковим образом помер невдовзі після народження, пов'язують із дитиною Європи, найвідомішим знайдою Каспаром Гаузером. Згодом в сім'ї з'явилося двоє молодших дітей: син Александр, що народившись здоровим, також загадково помер немовлям, і донька Марія Амалія. Жила родина у палаці Карлсруе.
Велике герцогство Баденське входило до складу Рейнської конфедерації і підтримувало Наполеона до середини листопада 1813, допоки Сигізмунд Райтзенштайн не вмовив Карла тим, що країна загине, якщо й надалі проводитиме профранцузьку політику. Однак, не зважаючи на поразку Франції і приєднання до Шостої антифранцузької коаліції, Карл із Стефанією, що стала його дружиною з веління французького імператора, розлучатися відмовився.
Батько пішов з життя у 1818 році, коли Жозефіні було п'ять років. Стефанія із доньками, відчуваючи вороже ставлення баденського двору, від'їхала до Мангаймського замку. Там вони із Карлом жили до вступу на престол, тепер вона отримала його як удовину долю. Нову домівку вона дещо переоздобила в стилі ампір. 1827 року Стефанія придбала замок Умкірх, який став літньою резиденцією.

Завдяки своїм різнобічним інтелектуальним та музичним інтересам, вдовіючі великій герцогині вдалося створити скромний, але жвавий та популярний серед світу, двір. Сама вона бездоганною поведінкою, як політичною, так і особистою, здобула прихильність та повагу усіх дворів Європи. Своє подальше життя Стефанія присвячувала вихованню доньок. Їхнім опікуном був призначений барон Зигмунд фон Ґеммінґен-Хорнберґ цу Трешклінґен.

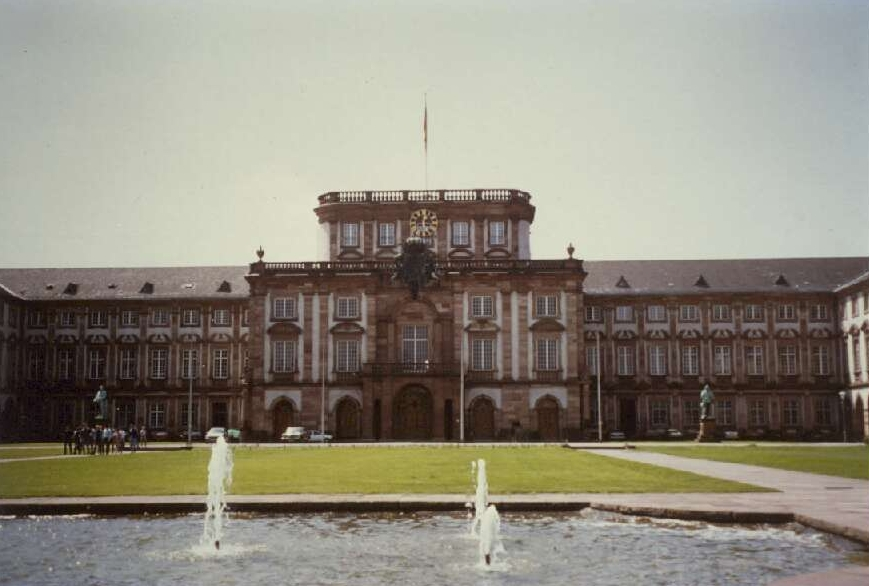
Мангаймський замок, де пройшли дитячі роки Жозефіни

Дівчата виховувались у католицькій вірі. Середня Жозефіна з дитинства мала проблеми із слухом і не зважаючи на медичне втручання та піклування матері, майже зовсім оглухла. Тим не менш, всі відзначали її доброчесність та надзвичайну красу.
На свій 21-й день народження принцеса взяла шлюб із 23-річним спадкоємцем престолу князівства Гогенцоллерн-Зігмаринен Карлом Антоном. Їхні матері були знайомі ще з часів спільного навчання у паризькому інституті мадам Кампан. Весілля відбулося 21 жовтня 1834 року в Карлсруе. На церемонії був присутнім великий герцог Баденський Леопольд з усім двором. Цей династичний шлюб був укладеним через кохання, і пара жила дуже згуртовано. У подружжя народилося шестеро дітей.

Через революцію 1848 року Карл Гогенцоллерн-Зігмаринен 27 серпня зрікся престолу на користь свого сина Карла Антона. Але заворушення продовжувались, і вже 27 вересня новий правитель та уряд змушені були втекти з країни. Вони повернулись у жовтні із підтримкою баварських військ, і державний устрій було відновлено. Однак, наступного року ситуація знов погіршилася. Розчарований тим, що не зміг стати батьком для своїх підданих, Карл Антон у грудні 1849 року передав права наслідування пруському королю Фрідріху Вільгельму IV, в обмін на щорічну ренту у 25 000 талерів. Князівство було приєднано до пруських земель.

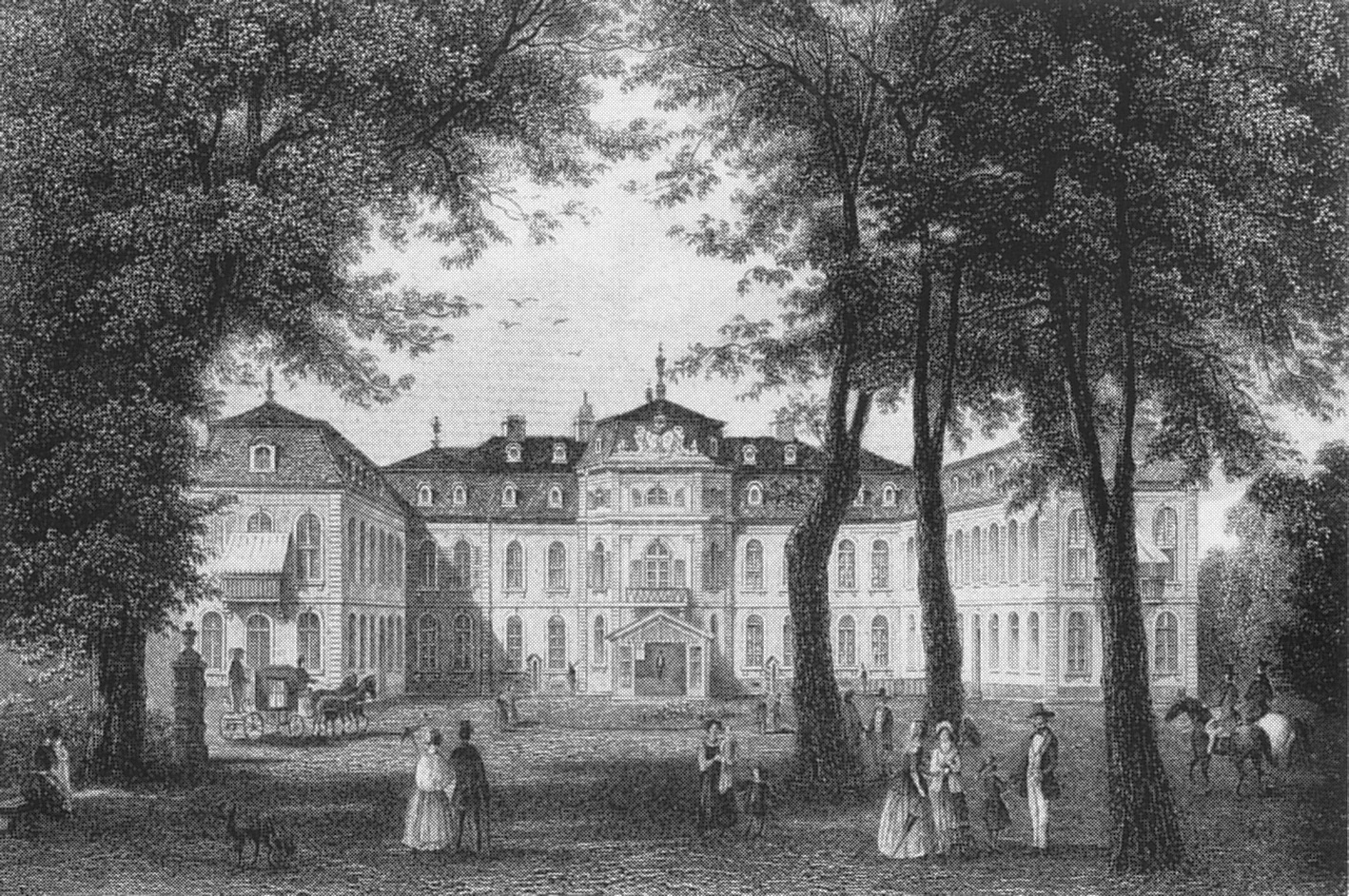
Замок Єгергоф

Вся родина у 1850 році оселилася у замку Єгергоф на околиці Дюссельдорфа. За іншими даними, це відбулося 1852 року. Місцеве населення дуже шанобливо ставилося до Жозефіни та Карла Антона. Значну роль в цьому зіграло створення ними з приводу свого срібного весілля у 1859 році благодійного «Фонду Карла Антона та Жозефіни» («Karl Anton Josephinen-Stiftung» для підтримки пар, що вступили у перший шлюб та пар, які одружені 25 чи 50 років. Княгиня сама навідувала нужденних, надаючи їм допомогу та роздаючи подарунки. Нерідко її супроводжувала старша донька Стефанія
У березні 1858 року в Берліні відбулося весілля Стефанії за угодою із королем Португалії Педру V. Церемонія вінчання пройшла у травні, коли принцеса прибула до Лісабону. На жаль, вже наступного року вона померла від дифтерії.
У листопаді 1858 року Карла Антона було призначено міністром-президентом Пруссії. На цій посаді він перебував більше трьох років до відставки у березні 1862 року. За півроку її обійняв Отто фон Бісмарк.
У 1860 році померла матір Жозефіни, Стефанія. Від неї, окрім іншого, княгиня успадкувала замок Умкірх, що й досі належить родині Гогенцоллернів, та діамантову тіару.
У березні 1866 року син Жозефіни, Карл, був обраний новим князем Румунії. Їнший син, Антон, у серпні помер у шпиталі від поранень, отриманих на австро-пруській війні.
У квітні 1867 року донька Марія пошлюбилася із бельгійським принцом Філіпом Еженом.
Старший син Леопольд, після закінчення правління в Іспанії Ізабелли II, став претендентом на іспанський престол. Однак, суперечності між Бісмарком, королем Вільгельмом I та Наполеоном III, змусили його відмовитися. Фальсифікована Емська депеша з приводу цього питання спровокувала франко-пруську війну у 1870—1871 роках.
На початку 1870-х Карл Антон та Жозефіна оселилися у замку Зігмаринена. Чоловік, будучи пристрасним курцем сигар, в останні роки страждав від паралічу ніг. 1884 року подружжя відзначило золоте весілля. Наступного року Карл Антон пішов з життя.
Жозефіна пережила його на п'ятнадцять років і померла 19 червня 1900 року в Зігмаринені. До цього вона тривалий час була єдиним жителем замку.

## Родина

Карл Антон Гогенцоллерн-Зігмаринен

Чоловік — Філіпп Бельгійський
Діти:
- Леопольд (1835—1905) — голова дому Гогенцоллернів-Зігмариненів, претендент на іспанську корону, був одружений з Антонією Португальською, мав трьох синів;
- Стефанія (1837—1859) — дружина короля Португалії Педру V, дітей не мала
- Карл (1839—1914) — князь, а згодом король Румунії під іменем Кароля I, був одружений з Єлизаветою Від, мали єдину доньку, що померла в дитячому віці;
- Антон (1841—1866) — помер від ран, отриманих у битві під Садовою, у 24-річному віці, одружений не був, дітей не мав;
- Фрідріх (1843—1904) — прусський генерал кінноти, був одружений з принцесою Турн-унд-Таксіс Луїзою, дітей не мав;
- Марія (1845—1912) — дружина Філіпа Бельгійського, мали п'ятеро дітей.

## Нагороди
- Орден Луїзи.

## Вшанування пам'яті
- На честь Жозефіни названа вулиця Josephinenstraße у Дюссельдорфі.[9]